# Phaegorista interrupta
Phaegorista interrupta là một loài bướm đêm trong họ Erebidae.